# Courier Mail Server
Der Courier Mail Server ist ein Mailserver und freie Software. Er ist primär als Mail Transfer Agent und Server für IMAP ausgelegt.
Courier speicherte von Anfang an im Maildir-Format von qmail und führte das für IMAP ein, während andere Server zunächst bei mbox-Formaten blieben. Mit der Entwicklung von Courier erfolgte die Erweiterung von Maildir um Ordner und Quotas, genannt Maildir++.
Die Konfiguration erfolgt durch einzelne Dateien oder durch gleichnamige Ordner, aus denen der Server alle enthaltenen Dateien einliest. Viele Konfigurationsdateien von Courier können je nach Bedarf zerlegt und wieder zusammengefasst werden. Dies ermöglicht übersichtliche Konfiguration bei jedem Umfang.
Der Aufbau von Courier ist modular. Maildrop, sein Mail Delivery Agent, sowie die Module für Webmail und IMAP sind zur Kombination mit anderen Servern auch separat erhältlich.

## Module
Courier-MTAder Mail Transfer Agent für Extended SMTP mit Emulation von Sendmail
Courier-IMAPder IMAP-Server
Courier-SMAPder SMAP-Server
Courier-POP3der POP3-Server
Courier-maildropder Mail Delivery Agent
Courier-Webadmineine HTML Administrationsoberfläche

### Authentifizierung
Die Authentifizierung von Courier kann an das Betriebssystem gekoppelt sein, anhand einer eigenen Datenbank erfolgen, und anhand externer Verzeichnisse. Sie wird von einem eigenen Systemdienst bearbeitet, der seinerseits Module für DBM, Pluggable Authentication Modules, MySQL, PostgreSQL und das Lightweight Directory Access Protocol laden kann.

### Webmail
Das Modul SqWebMail weist die Besonderheit auf, dass es direkt auf Maildir aufsetzt.

## Geschichte
Die Vorgeschichte von Courier begann 1997 mit dem Ansatz, Mailserver sollten Spam sofort erkennen und ablehnen. Die erste Version von Courier wurde dann 1999 als Mail Transfer Agent für das Extended Simple Mail Transfer Protocol entwickelt, parallel zum Modul für IMAP. Courier zählt zusammen mit UW IMAP und Cyrus zu den älteren drei offengelegten Mailservern für große Installationen von IMAP. Er wurde beispielsweise von der University of Florida eingesetzt.

## Sicherheit
Einer Untersuchung von Timo Sirainen gemäß, ist der Courier Mail Server sicherer ausgelegt als der UW IMAP
und der Cyrus IMAP Server. Daneben hat die neuere Dovecot Software-Suite eine Ausrichtung auf Sicherheit und setzt deshalb seit Anfang 2006 eine Prämie auf Exploits aus.

## Kritik
Kritiker des Servers werfen seinem Autor vor, dass er sich bei der IMAP-Komponente (Courier-IMAP) nicht vollständig an die in den RFCs vorgegebenen Regeln hält. Der Autor des Servers bestreitet dies jedoch und bezeichnet die Kritik als Schmutzkampagne gegen seinen Server, weil dieser einer der ersten war, der das effizientere Maildir-Format implementierte.